# Avial

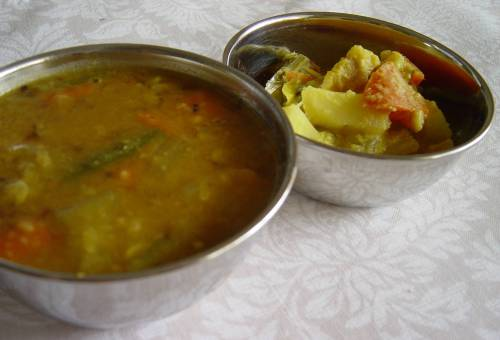
Sambhar y avial.

El avial (malabar: അവിയല്; tamil: அவியல்) es un plato de la cocina típica de  Kerala, así como en la tamil. Es una mezcla espesa de verdura, cuajada y coco, condimentada con aceite de coco y hojas de curry. Se considera una parte esencial del sadya.
La verdura empleada habitualmente en el avial son el ñame, el plátano, la calabaza, la zanahoria, las judías, el brinjal y el avarai. Alguna gente prefiere sustituir la cuajada por mango crudo o pulpa de tamarindo. Este plata puede hacerse en un gravy y comerse con arroz, o prepararse como un acompañante semisólido. El término avial también se emplea para designar un surtido o mezcla, derivándose este uso de la forma en la que se prepara el plato.

## Mitología
Se dice que fue inventada por Bhima (uno de los hermanos Pandava) durante su Agnaathavaasa. Según la leyenda, cuando Ballav (nombre de Bhima durante esta época) asumió sus tareas como cocinero en la cocina de Virata no sabía cocinar. Una de las primeras cosas que hizo fue trocear muchas verduras diferentes, cocerlas juntas y cubrir el plato resultante con coco rallado.